# Lipaleyrodes hargreavesi
Lipaleyrodes hargreavesi là một loài côn trùng cánh nửa trong họ Aleyrodidae, phân họ Aleyrodinae.
Lipaleyrodes hargreavesi được Corbett miêu tả khoa học đầu tiên năm 1935.